# Mecécio II Genúnio
Mecécio II (em latim: Mecetius), Mezécio II (Mezetius) ou Mezézio II (Mezezius; em grego: Μεζέζιος; romaniz.: Mezézios; em armênio/arménio: Մժեժ; romaniz.: Mžēž) foi um oficial bizantino de origem armênia do século VII, ativo durante o reinado do imperador Heráclio (r. 610–641).

## Nome
Mecécio (Mecetius), Mezécio (Mezetius) ou Mezézio (Mezezius; em grego: Μεζέζιος; romaniz.: Mezézios) são as formas latinas do armênio Mezeze (Մժեժ, Mžēž), cuja origem é incerta. Foi registrado em grego como Mizízio (Μιζίζιος, Mizízios) por Teófanes, o Confessor, Mizizo ou Nizizo (Μιζιζός/Νιζιζός, Mizizós / Nizizós) por Jorge Mônaco, Nizízio (Νιζίζιος, Nizízios) por Simeão, o Logóteta e Mezêuxio (Μεζεύξιος, Mezeúxios) pelo papa Gregório II (r. 715–731).

## Vida

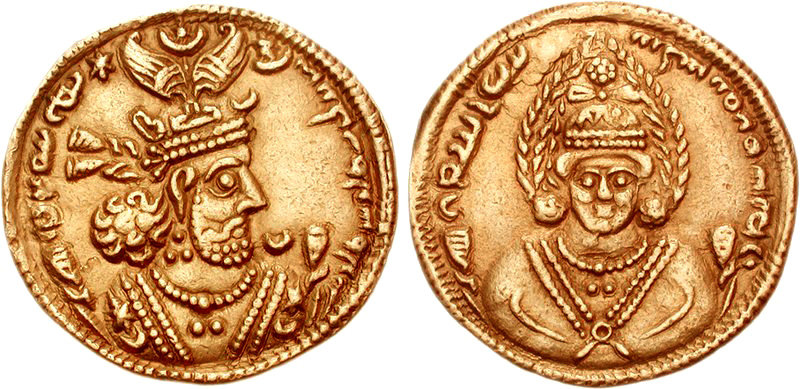
Dinar de r.

A parentela de Mecécio é incerta, exceto que pertencia à família Genúnio. Em 628, no fim da guerra em curso entre o Império Bizantino e o Império Sassânida, estava com Heráclio em Ganzaca na campanha final contra o xá Cosroes II (r. 590–628). Enquanto estava em missão em março, encontrou emissários do sucessor do xá, Cavades II (r. 628), e escoltou-os a Heráclio. Com o fim da guerra no mesmo ano, a fronteira voltou à situação estabelecida à época de Maurício (r. 582–602) e Mecécio ocupou relevante porção da Armênia. Não se sabe qual era sua posição, mas se presume, a julgar que Teófanes, o Confessor o definiu como estratego, que era mestre dos soldados. É possível que a região já estivesse organizada (ou em processo de) no Tema Armeníaco, um tema (uma província civil-militar) bizantino localizado na parte nordeste da Ásia Menor, o que faria dele "estratego do Armeníaco".

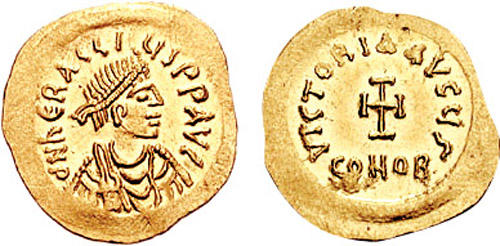
Tremisse de Heráclio r.

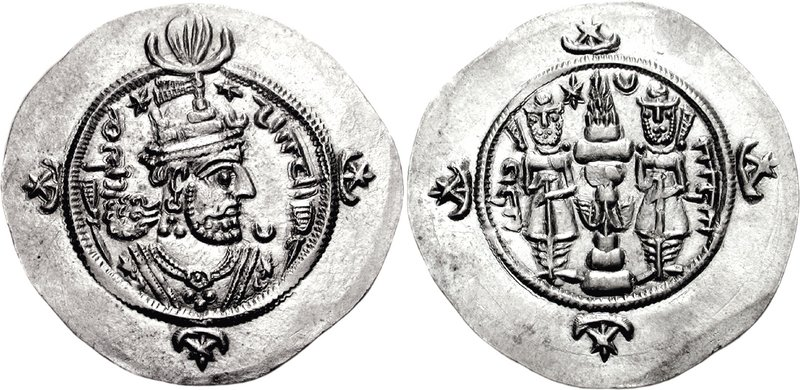
Dracma de r.

Em 628, Cavades nomeou Basterotes II como marzobã da porção da Armênia que permaneceu sob controle do Império Sassânida, enquanto Heráclio nomeou Mecécio como governador da porção bizantina, com a missão de restabelecer na Armênia a ortodoxia grega. Mecécio incitou o clero armênio e o católico Esdras I (r. 630–641) a abandonarem o rito armênio e a regressarem à ortodoxia religiosa aderindo explicitamente às fórmulas calcedônicas, sob pena de verem a parte bizantina da Armênia separada do Catolicossado de Dúbio e colocada sob a jurisdição de um patriarca nomeado pelo Império Bizantino. Um concílio de reconciliação entre a Igreja Ortodoxa Grega e a Igreja Apostólica Armênia, organizado em Teodosiópolis (atual Erzurum) pareceu ter tido sucesso e as discussões entre gregos e armênios terminaram com a adesão a uma fórmula de fé, imposta pelo imperador. Esta fórmula era inteiramente consistente com a profissão de fé dos armênios, mas ignorou o Concílio da Calcedônia. A reconciliação foi consagrada solenemente pela celebração de uma missa em 632, onde os gregos admitiram o católico à comunhão ortodoxa.
Rival de Basterotes, Mecécio caluniou ele ao governador do Azerbaijão Rustã Farruquezade, chegando mesmo a pedir a retirada do marzobã, caso contrário a guerra seria retomada entre o Império Bizantino e o Império Sassânida. Também enviou seu irmão Gariquepete ou Varazes Genelo para capturar Basterotes, mas ele fugiu e se refugiou no Império Bizantino, onde Heráclio reconheceu a calúnia de que foi vítima e o elevou à dignidade de patrício; em 635/7, Basterotes comprometeria-se numa conspiração contra o imperador e foi exilado para uma ilha distante. Mecécio prendeu outro nacarar que participou da conspiração, Davi Sarones, e o enviou ao Império Bizantino, mas ele quebrou suas correntes, retornou à Armênia, reuniu os contingentes armênios do exército, surpreendendo e matando Mecécio e Varazes Genelo.